# Joseph ben Ephraim Karo
Joseph ben Ephraim Karo, noto anche come Yosef Caro o Karo (in ebraico יוסף קארו‎?, Yōsēf Qārō; Toledo, 1488 – Safed, 25 marzo 1575), è stato un rabbino, filosofo, giurista, talmudista e scrittore spagnolo, esperto di diritto che compilò l'ultima grande codifica della Legge ebraica, lo Shulkhan Arukh, che viene tuttora ritenuto un testo fondamentale e autorevole per tutti gli ebrei osservanti.

Firma di Joseph ben Ephraim Karo

Data la sua importanza, Karo è noto anche con i soprannomi HaMechaber (ebraico: "L'Autore") e Maran (aramaico: "Nostro Maestro").

## Biografia
Karo nacque a Toledo, in Spagna, nel 1488. Nel 1492, all'età di quattro anni, fu costretto a lasciare la Spagna con la famiglia e il resto degli ebrei spagnoli a causa delle espulsioni promulgate dal Decreto dell'Alhambra e successivamente si stabilirono in Portogallo. Dopo le espulsioni del Portogallo nel 1497, i turchi invitarono gli esuli ebrei a stabilirsi nei territori ottomani e Karo andò coi suoi genitori a Nicopoli dell'Impero ottomano e passò il resto della vita entro i confini di questo Impero. A Nicopoli ricevette i primi insegnamenti da suo padre, che era egli stesso un eminente talmudista. Karo sposò prima la figlia di Isaac Saba e, dopo la sua morte, la figlia di Hayyim Albalag, entrambi i padri rinomati studiosi talmudisti. Dopo la morte della seconda moglie, sposò la figlia di Zechariah Sechsel (o forse Sachsel), un erudito e ricco esegeta.
Già da giovane Karo si guadagnò una reputazione di brillante studioso talmudico. Iniziò a scrivere una spiegazione della Mishneh Torah del Rambam, intitolando la sua opera la Kesef Mishnah. In essa citò e spiegò le fonti usate da Maimonide. Tra il 1520 e il 1522 si stabilì a Edirne e in seguito in Palestina, dove arrivò verso il 1535, dopo essersi soffermato diversi anni a Salonicco (1533) e Istanbul.

### Operato e fama
Dopo che la sua prima moglie morì in giovane età, Karo sposò la figlia del rabbino Issac Sabba. Per un breve periodo visse a Nicopoli, ma successivamente decise di andare in Terra d'Israele in modo che potesse immergersi nella sua santità e completare le opere che aveva iniziato a scrivere. Passando per Salonicco, incontrò il grande cabalista Joseph Taitazak. Continuò il suo viaggio in Terra Santa, attraversando l'Egitto e alla fine stabilendosi a Safed, dove incontrò Jacob Berab e fu presto nominato membro del suo tribunale rabbinico. Berab esercitò una grande influenza su di lui e Karo divenne un sostenitore entusiasta dei piani di Berab per la ricostituzione della semicha (ordinazione rabbinica) che era stata sospesa da oltre 11 secoli. Karo fu uno dei primi ad essere ordinato formalmente e dopo la morte di Berab, Karo cercò di perpetuare la pratica ordinando il suo allievo Moshe Alshich, ma alla fine ci rinunciò, convinto di non poter superare tutta l'opposizione all'ordinazione. Karo fondò inoltre una scuola yeshivah, dove insegnò la Torah ad oltre 200 studenti.
Quando Jacob Berab morì, Karo fu considerato come suo successore e insieme con il rabbino Mosè di Trani diresse il Tribunale Rabbinico (Beth Din) di Safed. In effetti il Tribunale Rabbinico di Safed era allora diventato il tribunale rabbinico centrale di tutta la Palestina, nonché della diaspora ebraica. Quindi non c'era una sola questione di importanza nazionale o globale che non venisse portata all'attenzione e giudizio del Beth Din di Safed. Le sue decisioni venivano accettate come definitive e conclusive, e le decisioni e chiarificazioni halakhiche di Karo vennero ricercate dai saggi di ogni angolo della diaspora: arrivò ad essere considerato come il leader di tutta la sua generazione.

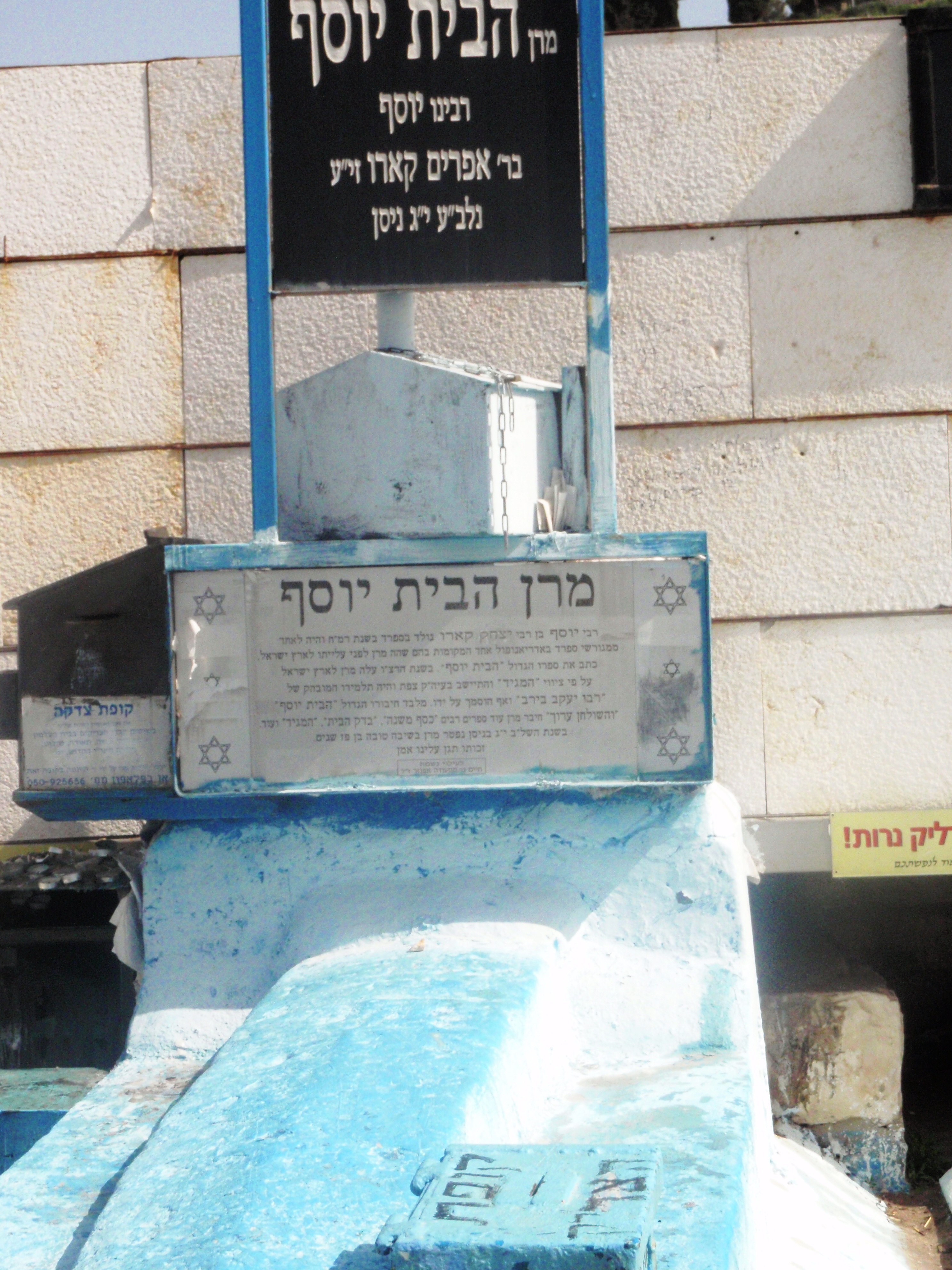
La tomba di Karo a Safed

In una testimonianza drammatica, Rabbi Shlomo Halevi Alkabetz testimoniò che a Salonicco Karo era diventato uno dei rari individui che meritavano di essere istruiti da un magghid - infatti venne ad avere un tale insegnante privato di santa reputazione, che gli rivelò molti insegnamenti cabalistici. Il magghid di Karo lo esortò a santificarsi e a purificarsi, rivelandogli inoltre gli eventi che si sarebbero verificati in futuro. Nell'opera Shaarei Kedusha, il mistico Rabbi Hayim Vital spiega che la visita da un magghid è una forma di ispirazione divina (ruach hakodesh). Gli insegnamenti del magghid sono registrati nel suo testo pubblicato col titolo Maggid Meisharim, sebbene Rabbi Chaim Joseph David Azulai osservi che soltanto circa un cinquantesimo del manoscritto sia mai stato pubblicato (cfr. "Opere"). Tuttavia, in numerosi passi del Maggid Meisharim si afferma "Io sono la Mishnah che parla con la tua bocca", indicando che la stessa Torah Orale (di cui la Mishnah è parte fondamentale) parlava per suo tramite. (Tuttavia, queste due spiegazioni non sono necessariamente contraddittorie – riguardo alla Mishnah che Karo costantemente commentava e interpretava, egli era certo degno di un insegnante angelico come il magghid).
Il Magghid gli promise che avrebbe avuto il dono di stabilirsi nella Terra d'Israele, e questa promessa si adempì. Un'altra promessa, che avrebbe meritato di morire martire santificando il nome di Dio come era successo a Rabbi Shlomo Molcho, non si realizzò per motivi non specificati. La sua reputazione durante gli ultimi trent'anni di vita fu comunque più grande di qualsiasi altro rabbino dal tempo di Maimonide. Lo storico italiano Azaria de' Rossi, sebbene le sue opinioni differissero da quelle di Karo, raccolse denaro tra i ricchi ebrei italiani con lo scopo di far pubblicare un'opera di Karo; Moses Isserles sostenne il riconoscimento di una delle decisioni di Karo a Cracovia, sebbene ritenesse che Karo si fosse sbagliato.
Quando alcuni membri della comunità di Carpentras, in Francia, ritennero di essere stati trattati ingiustamente dalla maggioranza in una questione relativa alle imposte fiscali, fecero appello a Karo, la cui lettera fu sufficiente a restituire loro i propri diritti. In Oriente, l'autorità di Karo era se possibile ancor maggiore: il suo nome è in calce al decreto di scomunica rivolta contro Daud, agente del rinomato magnate marrano Giuseppe Nasi; fu inoltre Karo a condannare l'opera di Azaria de' Rossi intitolata Me'or Enayim che venne quindi bruciata. Diverse orazioni funebri recitate in quell'occasione sono state conservate (Moses Albelda, Darash Mosheh; Samuel Katzenellenbogen, Derashot), così come alcune elegie funebri per la morte di Karo, che avvenne il 13 Nisan 5335 (1575 e.v.) all'età di 87 anni.

## Opere

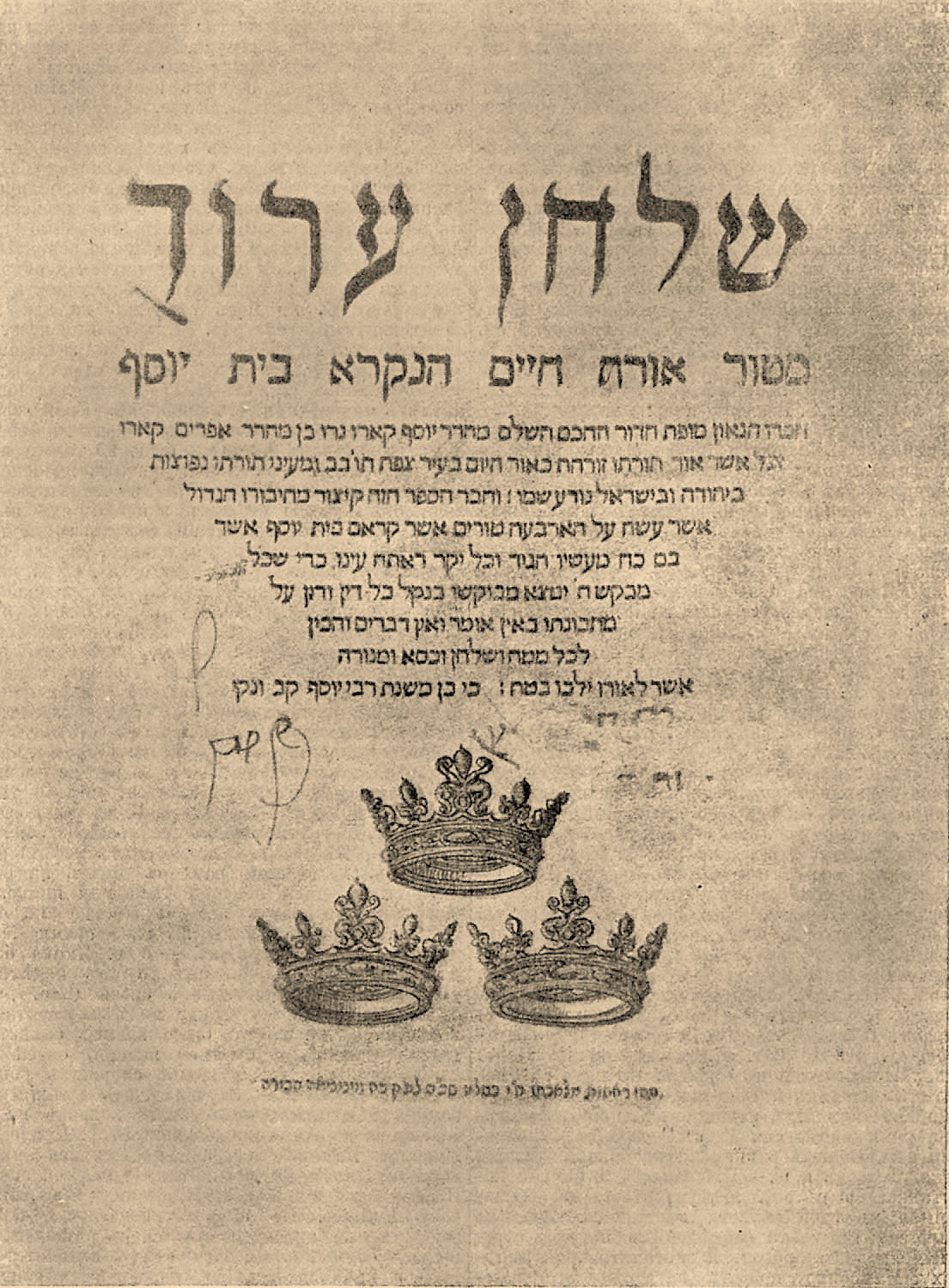
Frontespizio del Shulchan Aruch di Karo

Mentre in vita, Karo pubblicò le seguenti opere:
- Beth Yosef (in ebraico בית יוסף‎?), commentario dell‘Arba'ah Turim, l'opera di Legge ebraica corrente nell'epoca. In questo commentario Karo dimostra una rimarchevole padronanza del Talmud e della letteratura legalistica del medioevo. Si sentì chiamato a sistematizzare le tradizioni dell'Ebraismo in reazione alla disintegrazione causata dall'espulsione spagnola.[3]
- Shulchan Aruch (in ebraico שולחן ערוך‎?), un compendio delle sue decisioni nel Beth Yosef. Finito nel 1555, questo codice fu pubblicato in quattro parti nel 1565. L'opera provocò qualche critica e protesta, ma dopo il passaggio di un secolo e in seguito ad alcune revisioni e ampliamenti, divenne l'autorità quasi indiscussa di tutto il mondo ebraico.[5]
- Kesef Mishneh (in ebraico כסף משנה‎?) (Venezia, 1574-5), commentario della Mishneh Torah di Maimonide.

I seguenti apparvero postumi:
- Bedek ha-Bayit (in ebraico בדק הבית‎?) (Salonicco 1605), supplementi e correzioni di Beth Yosef;
- Kelalei ha-Talmud (in ebraico כללי התלמוד‎?) (Salonicco 1598), sulla metodologia del Talmud;
- Avkath Rochel (in ebraico אבקת רוכל‎?) (Salonicco 1791), Responsa
- Maggid Meisharim (in ebraico מגיד מישרים‎?) (Lublino 1646) e supplementi (Venezia 1646)
- Derashot (in ebraico דרשות‎?) (Salonicco 1799), discorsi, nella raccolta 'Oz Tzaddikim'.

Karo lasciò anche un commentario della Mishnah, come anche dei supercommentari ai commentari di Rashi e Nahmanide sulla Torah, che a quanto pare non sono stati conservati.

## Maggid Meisharim
Le opere letterarie di Karo sono considerate tra i capolavori del letteratura rabbinica. Il Magghid Meisharim (1646, "Predicatore di Giustizia"), un'altra sua opera importante e strano diario mistico, è una sorta di cronaca in cui Karo nel corso di un periodo di 50 anni ha registrato le visite notturne di un essere angelico, suo mentore celeste, la personificazione della Mishnah (raccolta autorevole di legge orale ebraica). Il suo visitatore lo spronò ad atti di giustizia e anche di ascesi, esortandolo a studiare la Cabala e rimproverandolo di lassità morali.
Le discussioni trattano di vari argomenti. Il magghid ingiunge Karo ad essere modesto fino all'estremo, a dire le sue preghiere con la massima devozione, ad essere sempre gentile e paziente. Un accento speciale è posto sull'ascetismo e Karo è spesso severamente rimproverato di bere più di un bicchiere di vino, o di mangiare carne. Ogni volta che Karo non segue le severe istruzioni del suo magghid, sente improvvisamente la sua voce ammonitrice. Il suo mentore lo consiglia anche di affari di famiglia, gli dice di quale reputazione goda in cielo e lo elogia o critica delle scelte in questioni religiose. Karo riceve nuove idee dal suo magghid solo per quanto riguarda la Cabala: tali informazioni sono di natura interpretativa sulla Cabala del Pentateuco, che nei contenuti, anche se non nella forma, ricordano le teorie del suo allievo, Moses Cordovero.
La forma attuale del Maggid Meisharim mostra chiaramente che non fu predisposto per la pubblicazione, essendo semplicemente una raccolta di note sparse; né il figlio Judah menziona il libro tra le opere del padre (Introduzione ai Responsa). È noto, d'altra parte, che durante la vita di Karo i cabalisti ritenevano che il suo Maggid esistesse veramente. Il Maggid Meisharim inoltre dimostra una conoscenza della vita pubblica e privata di Karo che nessuno avrebbe potuto possedere dopo la sua morte, e il fatto che il magghid prometta al suo pupillo cose che non si avverarono mai - per esempio, la morte da martire - dimostra che non è l'opera di un falsario, composta per la glorificazione di Karo stesso.

## Caratteristiche
Il misticismo di Karo non era di natura speculativa: il suo magghid spesso lo esortava a non trascurare la Cabala, per cui Karo gli dedicava studi intensi (cfr. Maggid Mesharim, p. 57b). La catastrofe che colpì gli ebrei dei Pirenei fece una tale impressione sulla mente dei loro leader, che molti videro in essa i segni delle tribolazioni messianiche; Karo, secondo un suo contemporaneo, adottò questa buia prospettiva per tutta la vita. Tuttavia, mentre personaggi come Solomon Molkho e David Reubeni furono indotti a commettere atti stravaganti e folli sotto l'influenza di questa idea messianica, Karo dimostrò la sua natura nobile e si comportò di conseguenza: sebbene indulgesse in visioni mistiche e, in maniera sognante, pensò di aver sentito voci celesti nel suo animo, tutto ciò gli servì sempre come promemoria che la sua vita, le sue azioni e le sue realizzazioni "dovevano superare" quelle degli altri (ib., Toledot, p. 9; Azharot, p. 3b e passim).